# Titularbistum Marcelliana
Marcelliana ist ein Titularbistum der römisch-katholischen Kirche.
Es geht zurück auf einen untergegangenen Bischofssitz in der gleichnamigen antiken Stadt, die in der römischen Provinz Africa proconsularis (heute nördliches Tunesien) lag. Der Bischofssitz war der Kirchenprovinz Karthago zugeordnet.
| Titularbischöfe von Marcelliana |                                                           |                                             |                   |               |
| Nr.                             | Name                                                      | Amt                                         | von               | bis           |
| 1                               | André Pailler Titularerzbischof pro hac vice              | Koadjutorerzbischof von Rouen (Frankreich)  | 19. Mai 1964      | 6. Mai 1968   |
| 2                               | José Pedro de Araújo Costa Titularerzbischof pro hac vice | Koadjutorerzbischof von Uberaba (Brasilien) | 28. Dezember 1968 | 28. Juli 1996 |
| 3                               | Václav Maly                                               | Weihbischof in Prag (Tschechien)            | 3. Dezember 1996  |               |